# یوسف عباس
یوسف عباس (انگلیسی: Youssef Abbas; ۲ دسامبر ۱۹۲۰ – ۲۸ اکتبر ۱۹۵۶) بازیکن بسکتبال اهل مصر بود.